# Залісцівська сільська рада (Дунаєвецький район)
Залі́сцівська сільська́ ра́да — адміністративно-територіальна одиниця та орган місцевого самоврядування в Дунаєвецькому районі Хмельницької області. Адміністративний центр — село Залісці.

## Загальні відомості
- Територія ради: 32,233 км²
- Населення ради: 1 337 осіб (станом на 2001 рік)

## Населені пункти
Сільській раді підпорядковані населені пункти:
- с. Залісці

## Склад ради
Рада складається з 16 депутатів та голови.
- Голова ради: Грусіцький Станіслав Вячеславович
- Секретар ради: Галатин Галина Миколаївна

### Керівний склад попередніх скликань
| Прізвище, ім'я, по батькові        | Основні відомості                                                                     | Дата обрання | Дата звільнення |
| ---------------------------------- | ------------------------------------------------------------------------------------- | ------------ | --------------- |
| Грусіцький Станіслав В'ячеславович | Сільський голова, 1953 року народження, член Всеукраїнського об'єднання «Батьківщина» | 26.03.2006   | 31.10.2010      |
| Грусіцький Станіслав В'ячеславович | Сільський голова, 1953 року народження, освіта вища, безпартійний                     | 31.10.2010   |                 |

Примітка: таблиця складена за даними сайту Верховної Ради України

### Депутати
За результатами місцевих виборів 2010 року депутатами ради стали:

#### За суб'єктами висування
| Суб'єкт висування         | Кількість обраних депутатів | %    |
| ------------------------- | --------------------------- | ---- |
| Самовисування             | 15                          | 93,8 |
| Українська Народна Партія | 1                           | 6,3  |

#### За округами
| № округу                  | Прізвище, ім'я, по батькові     | Дата визнання обраним | Освіта             | Партійна приналежність                  | Відомості про обраного депутата                             |
| ------------------------- | ------------------------------- | --------------------- | ------------------ | --------------------------------------- | ----------------------------------------------------------- |
| Українська Народна Партія |                                 |                       |                    |                                         |                                                             |
| 11                        | Краєвий Володимир Йосипович     | 02.11.2010            | незакінчена вища   | позапартійний                           | приватний підприємець                                       |
| Самовисування             |                                 |                       |                    |                                         |                                                             |
| 1                         | Решетник Тетяна Іванівна        | 02.11.2010            | середня            | позапартійна                            | ТОВ ім. Б. Хмельницького, телятниця                         |
| 2                         | Загородна Наталія Володимирівна | 02.11.2010            | середня            | позапартійна                            | тимчасово не працює                                         |
| 3                         | Галатин Галина Миколаївна       | 02.11.2010            | вища               | позапартійна                            | Залісцівська сільська рада, секретар                        |
| 4                         | Тріцько Неллі Іванівна          | 02.11.2010            | вища               | позапартійна                            | Залісцівський дошкільний заклад, завідувачка                |
| 5                         | Волохівська Олена Володимирівна | 02.11.2010            | вища               | позапартійна                            | Залісцівський дошкільний заклад, вихователь                 |
| 6                         | Антонюк Олена Анатоліївна       | 02.11.2010            | вища               | позапартійна                            | Залісцівська загальноосвітня школа, вчитель                 |
| 7                         | Ферук Валентина Василівна       | 02.11.2010            | вища               | позапартійна                            | Залісцівська бібліотека, завідувачка                        |
| 8                         | Дебре Ігор Костянтинович        | 02.11.2010            | вища               | позапартійний                           | приватний підприємець                                       |
| 9                         | Мельник Любов Станіславівна     | 02.11.2010            | вища               | позапартійна                            | ТОВ ім. Б. Хмельницького, бухгалтер                         |
| 10                        | Грусіцька Ірина Станіславівна   | 02.11.2010            | вища               | позапартійна                            | Кам'янець-Подільська аграрна академія, студентка            |
| 12                        | Ковальська Галина Іванівна      | 02.11.2010            | вища               | позапартійна                            | приватний підприємець                                       |
| 13                        | Желіховська Ольга Валеріївна    | 02.11.2010            | вища               | член Політичної партії «Сильна Україна» | Залісцівська сільська рада, касир                           |
| 14                        | Лавренюк Станіслава Адольфівна  | 02.11.2010            | вища               | позапартійна                            | Залісцівська сільська рада, бухгалтер                       |
| 15                        | Вольський Володимир Миколайович | 02.11.2010            | середня спеціальна | позапартійний                           | ТОВ ім. Б.Хмельницького, обліковець                         |
| 16                        | Казанцева Марія Мартинівна      | 02.11.2010            | середня            | позапартійна                            | Залісцівський сільський будинок культури, художній керівник |